# Estación Rodríguez del Busto
Rodríguez del Busto es una estación de ferrocarril ubicada en la ciudad de Córdoba, Argentina.

## Servicios
Es una de las estaciones intermedias del servicio interurbano que presta la empresa estatal Trenes Argentinos Operaciones del denominado Tren de las Sierras entre Alta Córdoba y Capilla del Monte
Las vías por donde corre el servicio, corresponden al Ramal A1 del Ferrocarril General Belgrano.

## Toponimia
Debe su nombre a Antonio Rodríguez del Busto, quien fuera intendente de la ciudad de Córdoba en el año 1887.

## Ubicación
Se encuentra en el barrio Alto Verde de la Ciudad de Córdoba. Su dirección es Manuel Cardeñosa 3386. En sus inmediaciones (cruzando Cardeñosa) se halla el Estadio Orfeo Superdomo.

## Imágenes

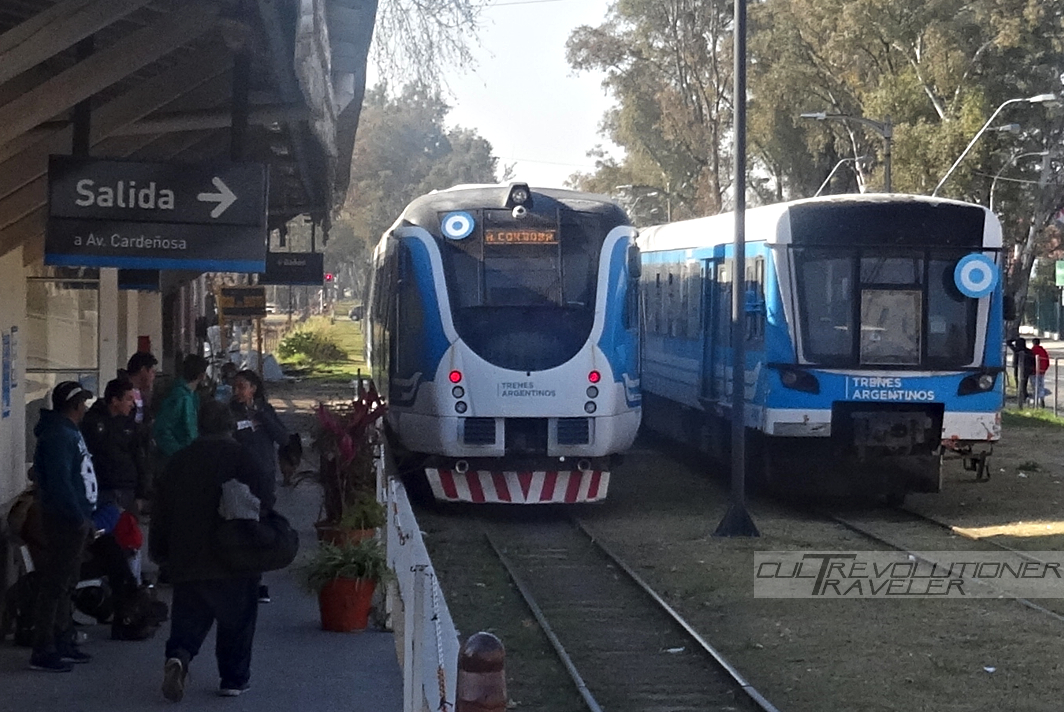
Andén de estación